# Maragogi
Maragogi è un comune del Brasile nello Stato dell'Alagoas, parte della mesoregione di Leste Alagoano e della microregione di Litoral Norte Alagoano.

## Geografia

### Clima
Maragogi ha un clima tipicamente tropicale, caratterizzato da temperature calde o molto calde e un alto tasso di umidità durante tutto l’anno. Tuttavia, queste condizioni sono mitigate dall’assenza quasi totale di temperature estreme e dai venti alisei provenienti dall’oceano. Gennaio è il mese più caldo, con temperature massime medie di 31 °C e minime di 22 °C e giornate più soleggiate; luglio è il mese più fresco, con temperature medie di 26 °C e 17 °C e un maggior numero di precipitazioni.

### Vegetazione
Maragogi ospita una foresta tropicale, caratterizzate da un’elevata piovosità. Il suolo può essere povero perché le piogge abbondanti tendono a dilavare via i nutrienti solubili.

## Economia

### Turismo

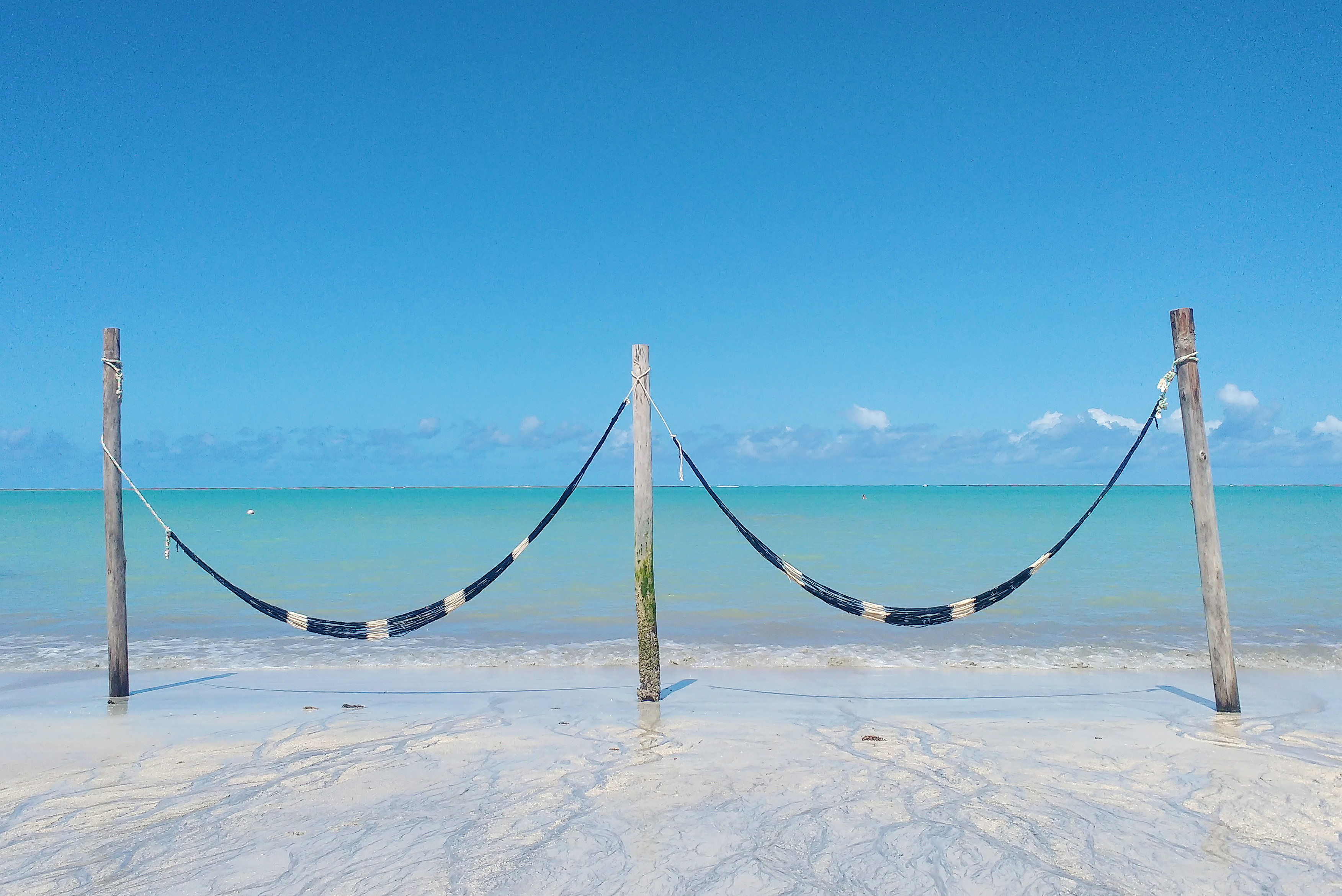
Spiaggia di Barra Grande

Maragogi si trova sulla Costa dei Coralli (Costa dos Corais), 130 chilometri di barriera corallina vivente ininterrotta lungo la costa del nord-est del Brasile. Il comune è la seconda città più visitata dopo Maceió, la capitale dello stato di Alagoas.
La sua principale attrazione sono le “Galés”, un gruppo di piscine naturali tropicali che si formano con la bassa marea a circa 6 chilometri dalla spiaggia della città.
Nel 2015 la città ha iniziato a ospitare eventi sportivi, con il lancio della prima competizione di Trail Running nella regione: la WINGSMAN Maragogi, e ha poi iniziato a diventare una destinazione per il turismo d’avventura e all’aria aperta, oltre che per i turisti tradizionali alla ricerca delle migliori spiagge del paese.
La storia di Maragogi comprende le battaglie tra i colonizzatori olandesi e portoghesi, oltre alla crescita delle piantagioni di canna da zucchero e cocco che hanno costituito la prima ricchezza della regione. Oggi, è il turismo a generare l’impatto economico più importante della zona, anche se il suo potenziale rimane ancora inesplorato. Nonostante ciò, il vivace lungomare della città di Maragogi offre una varietà di ristoranti, negozi e bancarelle che vendono artigianato locale.
È anche possibile fare escursioni sulle stesse barriere sulle locali zattere a vela (“jangadas”). Le spiagge più distanti e altre attrazioni rurali sono facilmente accessibili noleggiando dei beach buggy.

### Luoghi di interesse

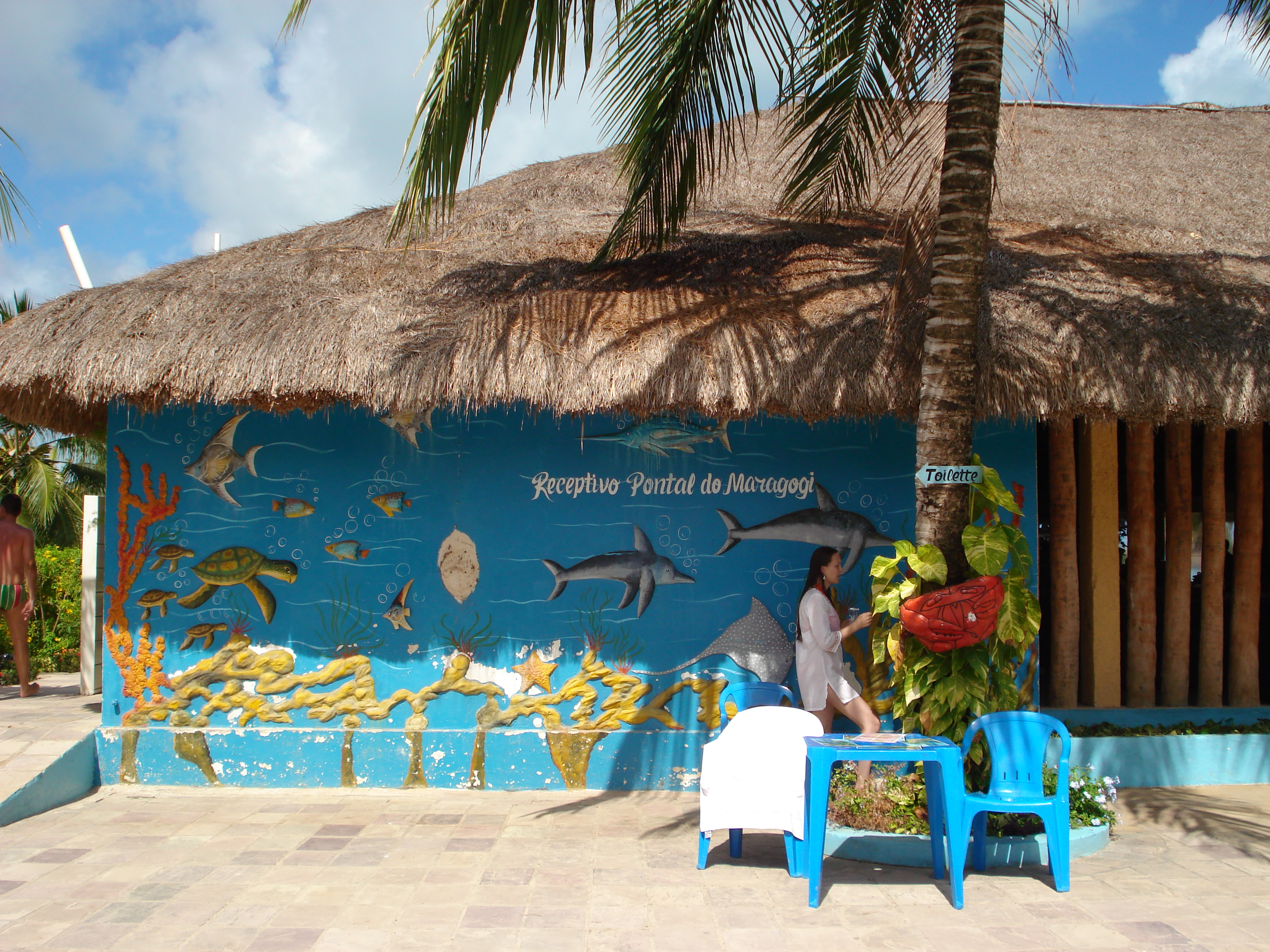
Ufficio turistico di Maragogi

#### Spiaggie
Le spiagge di Maragogi hanno acque calme, senza onde forti, con barriere coralline e sabbie fini. Durante la bassa marea, emergono banchi di sabbia che formano piscine naturali, note come Croas (a 5 km dalla costa) e Galés (a 6 km). All’estremità sud della spiaggia, tra Vila de Japaratinga e Pontal, i visitatori trovano le spiagge meno urbanizzate con falesie alte 20 metri.